# Cmentarz żydowski w Dąbrowie Białostockiej
Cmentarz żydowski w Dąbrowie Białostockiej – nekropolia żydowska znajdująca się przy ul. Wyzwolenia w Dąbrowie Białostockiej. 
Cmentarz został utworzony w końcu XVIII lub początku XIX wieku. Do naszych czasów zachowało się około 80 nagrobków z czytelnymi inskrypcjami. Ostatni pochówek odbył się tutaj w 1945 roku.
Ma powierzchnię 0,7 ha. Teren kirkutu jest ogrodzony, lecz pozbawiony ochrony konserwatorskiej.